# Músculs interossis plantars
Els músculs interossis plantars (musculi interossei plantares) són tres músculs que es troben per sota dels ossos metatarsians, cada múscul connectat a un os metatarsià.
Sorgeixen de les bases i costats laterals dels cossos del tercer, quart i cinquè metatarsià, i s'insereixen en els costats medials de les bases de les primeres falanges dels mateixos dits i en les aponeurosis dels tendons del múscul extensor llarg dels dits.
Atès que els músculs interossis plantars creuen per sobre de l'articulació metatarsofalàngica, actuen sobre aquesta articulació fent l'adducció dels dits III, IV i V. L'adducció no té una gran importància en el cas dels dits dels peus. Quan aquests músculs treballen conjuntament amb els interossis dorsals contribueixen en la flexió del peu i també treballen conjuntament per enfortir l'arc metatarsià.

## Galeria d'imatges

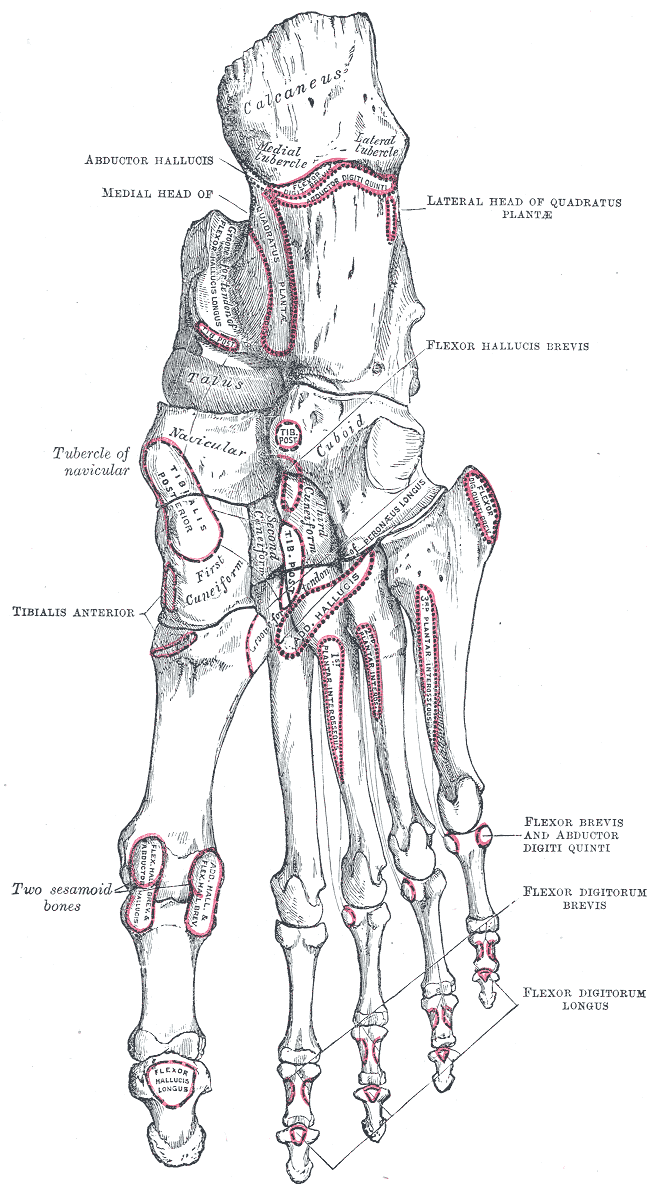
Ossos del peu dret. Superfície plantar.
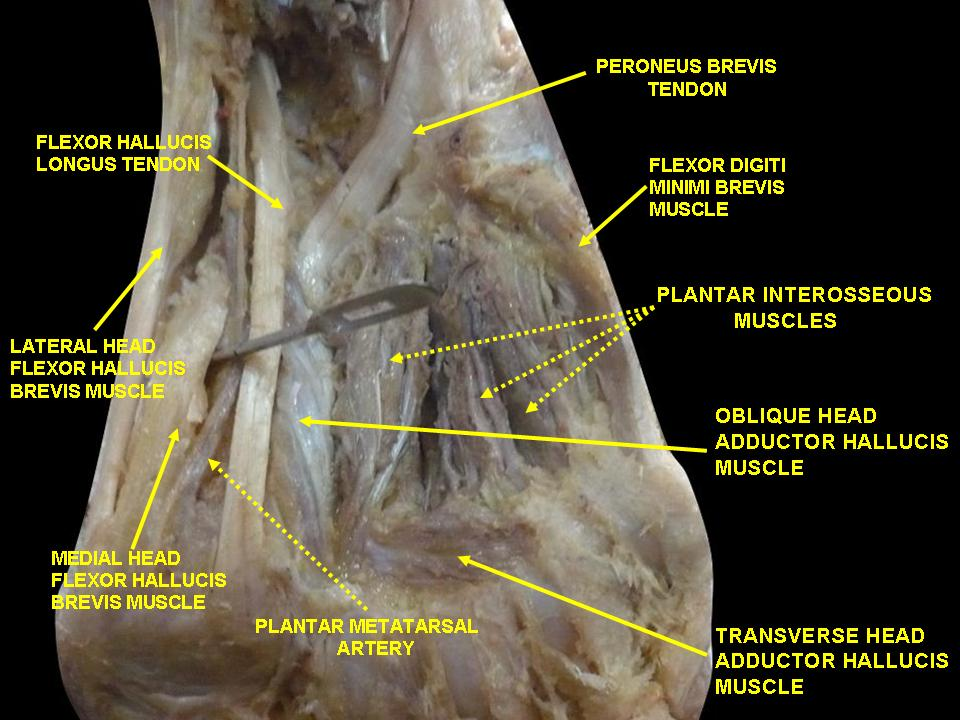
Músculs de la planta del peu.